# کارین کوساما
کارین کوساما (انگلیسی: Karyn Kusama؛ زادهٔ ۲۱ مارس ۱۹۶۸) یک کارگردان فیلم اهل ایالات متحده آمریکا است. وی از سال ۱۹۹۶ میلادی تاکنون مشغول فعالیت بوده‌است.
پدر او ژاپنی و مادرش آمریکایی هستند و خودش در سنت لوئیس، میزوری بدنیا آمده: 264, 266  و دانش‌آموختهٔ مدرسه هنر تیش در رشتهٔ کارشناسی هنرهای زیبا است.
از فیلم‌ها یا مجموعه‌های تلویزیونی که وی در آن‌ها نقش داشته‌است می‌توان به ایان فلاکس، بدن جنیفر، دعوت، نابودگر، واژه ال، ساکن برج بلند و میلیاردها اشاره نمود.